# Toni Iwobi
Tony Chike Iwobi, dit Toni Iwobi, né le 26 avril 1955 à Gusau (Nigeria), est un homme politique italien d'origine nigériane. Membre de la Ligue du Nord, il est sénateur de 2018 à 2022.

## Biographie

### Jeunesse
Né dans la ville de Gusau, dans l'État de Zamfara, dans le nord du Nigéria, il est d'origine igbo. Il fait partie d'une famille catholique romaine de onze enfants. Il fréquente des écoles catholiques. Sa langue maternelle est l'anglais.

### Études
Iwobi obtient un diplôme en économie avec une spécialisation en marketing et gestion d'entreprise à Manchester, en Angleterre. Il est arrivé en Italie avec un visa d'étudiant en 1976 et a obtenu un diplôme en comptabilité à Treviglio. Il a également des diplômes supérieurs (laurea) en informatique aux États-Unis et en Italie. Il dirige actuellement une entreprise d’informatique,.

### Carrière
En 1993, il s'engage au sein de la Ligue du Nord, alors un parti fédéraliste et en devient un élu local à Spirano, jusqu'en 2014.
À partir de 2014, il est chargé par Matteo Salvini des questions d'immigration, déclarant notamment : « L’intégration est faite aussi de devoirs, pas seulement de droits ».
Lors des élections générales de 2018, il est élu au Sénat, devenant ainsi le premier sénateur italien noir,.

## Vie privée
Il est catholique, marié à une Italienne de Bergame.